# ويليام إل. يورجنسن
ويليام إل. يورجنسن (بالإنجليزية: William L. Jorgensen)‏ هو كيميائي أمريكي، ولد في 5 أكتوبر 1949 في نيويورك في الولايات المتحدة.